# 切尔迪
切尔迪，是匈牙利巴兰尼亚州所辖的一个村。总面积6.47平方公里，总人口381，人口密度58.9人/平方公里（2011年1月1日）。